# Capriccio nr. 4
Capriccio nr. 4 'Quasi jazz' is een compositie van Leonardo Balada. Hij schreef deze capriccio op verzoek van de kunstraad van Pittsburgh, de stad waar Balada grote delen van zijn tijd doorbrengt/doorbracht. Balada schreef het werk met het oog gericht op de contrabassist van het Pittsburgh Symphony Orchestra, Jeffrey Turner, aan wie hij het werk ook opdroeg. Het was diezelfde Turner die met leden van het Pittsburgh SO de première gaf op 27 maart 2008.
In Capriccio nr. 2 schreef Balada tradionele Latijns-Amerikaanse muziek in de stijl van hedendaagse klassieke muziek. Voor nummer 3 wendde hij zich tot de jazzmuziek, waarin hij onder meer aleatoriek toepaste.
Capriccio nr. 3 bestaat uit vier delen:
1. Tan-ta ta,tan-ta ta
2. Down, down, down (negro spiritual)
3. Entierro (Begrafenis)
4. Swing and swing (dansjazz)

De orkestratie is:
- solo contrabas
- klarinet
- piano
- strijkorkest